# En passant par la Lorraine
Pour l’article homonyme, voir En passant par la Lorraine (film).
Pour l’article homonyme, voir En passant.
En passant par la Lorraine ou En revenant de la Lorraine est une chanson populaire française. Elle est particulièrement chantée par les enfants. 

## Historique
Selon l’Histoire de la chanson française, la mélodie et les paroles de la chanson évoquant la Lorraine sont originaires de Bretagne et remontent au XVIe siècle. En revenant de la Lorraine est imprimé pour la première fois en 1535. Roland de Lassus l'aurait mise en musique au XVIe siècle.
C’est en 1885, sous la Troisième République, que cette chanson a été modifiée de façon significative pour être mise au service du gouvernement qui voulait que l’école publique disposât d’un répertoire de chansons à connotation patriotique. À la suite d’une audition, sous la direction de Julien Tiersot, avec le concours de jeunes artistes, l’original En revenant de Rennes (ou En passant par la fontaine) fut détourné en En passant par la Lorraine pour rappeler la région perdue contre la Prusse en 1871, sur fond de revanchisme. La propagande de l'époque présentait en effet ce territoire perdu comme "l'Alsace et la Lorraine", bien que la grosse majorité de la région de Lorraine soit en réalité restée à la France.
Certains ont avancé qu'Adolphe Orain s’en serait inspiré pour créer une chanson mettant en scène Anne de Bretagne : les Sabots d’Anne de Bretagne, mais il s'en est défendu en disant qu'il l'avait collectée dans la campagne de Haute-Bretagne, mais a reconnu l'avoir modifiée. Le chansonnier Xavier Privas a écrit une parodie guerrière d’En passant par la Lorraine, intitulée Croquemitaine.  Cette version fait de l’empereur d’Allemagne Guillaume II une nouvelle incarnation du personnage maléfique Croque-mitaine. 
La trace du plus vieil enregistrement audio de cette chanson date de 1916, chanté par le chanteur Edmond Clément.

## Dans la culture populaire
Momo, le petit garçon arabe dans La Vie devant soi (1975) de Romain Gary, se met à siffler cette chanson.
La Marche Lorraine de Louis Ganne (1862-1923), écrite en 1892, cite cette chanson. Les autres segments de cette marche sont bien dans le style de l'auteur des Saltimbanques.
En 1954, Georges Brassens fait allusion à cette chanson pour écrire Les Sabots d'Hélène. En 2014, le groupe franco-allemand Mannijo reprend les deux chansons En passant par la Lorraine et Les Sabots d'Hélène en une seule.

## Le double sens de «vilaine»
Le sens du vers « Je ne suis pas si vilaine avec mes sabots… » repose sur un jeu de mots permis par la polysémie du terme « vilaine » : « paysanne » ou « laide ». Ce n'est donc pas du physique de la jeune fille dont se moquent les trois officiers mais de sa condition sociale. Sur quoi la jeune fille leur fait remarquer avec fierté qu'elle est de bonne noblesse "puisque le fils du roi m'aime" et la considère comme une épouse digne de son rang.

## Paroles d'une des versions de la chanson
En passant par la Lorraine,

Avec mes sabots,

En passant par la Lorraine,

Avec mes sabots,

Rencontrai trois capitaines,

Avec mes sabots,

Dondaine, oh ! Oh ! Oh !

Avec mes sabots.

Rencontrai trois capitaines,

Avec mes sabots,

Rencontrai trois capitaines,

Avec mes sabots,

Ils m'ont appelée : Vilaine !

Avec mes sabots,

Dondaine, oh ! Oh ! Oh !

Avec mes sabots.

Ils m'ont appelée : Vilaine !

Avec mes sabots…

Je ne suis pas si vilaine,

Avec mes sabots…

Puisque le fils du roi m'aime,

Avec mes sabots…

Il m'a donné pour étrenne,

Avec mes sabots…

Un bouquet de marjolaine,

Avec mes sabots…

Je l'ai planté sur la plaine,

Avec mes sabots…

S'il fleurit, je serai reine,

Avec mes sabots…

S'il y meurt, je perds ma peine,

Avec mes sabots,

Dondaine, oh ! Oh ! Oh !

Avec mes sabots.